# Boussebaa Aicha
Boussebaa Aicha (Budapest, 1998. július 15. –) magyar karatéka, MTK BUDAPEST versenyzője.[forrás?]

## Sportpályafutása
2013 februárjában Európa-bajnoki címet szerzett. 2013 novemberében világbajnoki győztes lett első magyar nőként, majd 2014 februárjában megvédte címét.

### Világbajnoki győzelme
2013. november 12-én Spanyolországban a kadet lányok 54 kg-os súlycsoportjában sorrendben portugál, egyiptomi és indonéz ellenfelet verve bejutott az elődöntőbe. Az elődöntőből a svájci Scharert 7-1-re legyőzve jutott a döntőbe, ahol francia ellenfele ellen az utolsó 10 másodpercben fordított. Ezzel ő lett az első magyar nő, aki világbajnokságot nyert a sportágban.

### Ranglistás pozíciója
2014 októberében a világranglistán az 1. helyen állt. Korcsoportjában, a 14-15 éves lányok között -54 kg-ban világelső, +54 kg-ban pedig  7-edik. Figyelemre méltó azonban, hogy a 16-17 évesek -59 kg-os súlycsoportjában a világon ötvenötödik, pedig jóval fiatalabb az ebben a csoportban versenyzőknél.